# نولان دقيق
نولان دقيق (الاسم العلمي:Nolana tenella) هو نوع نباتي يتبع جنس النولان من فصيلة الباذنجانية.